# St. Severin (Schwefe)

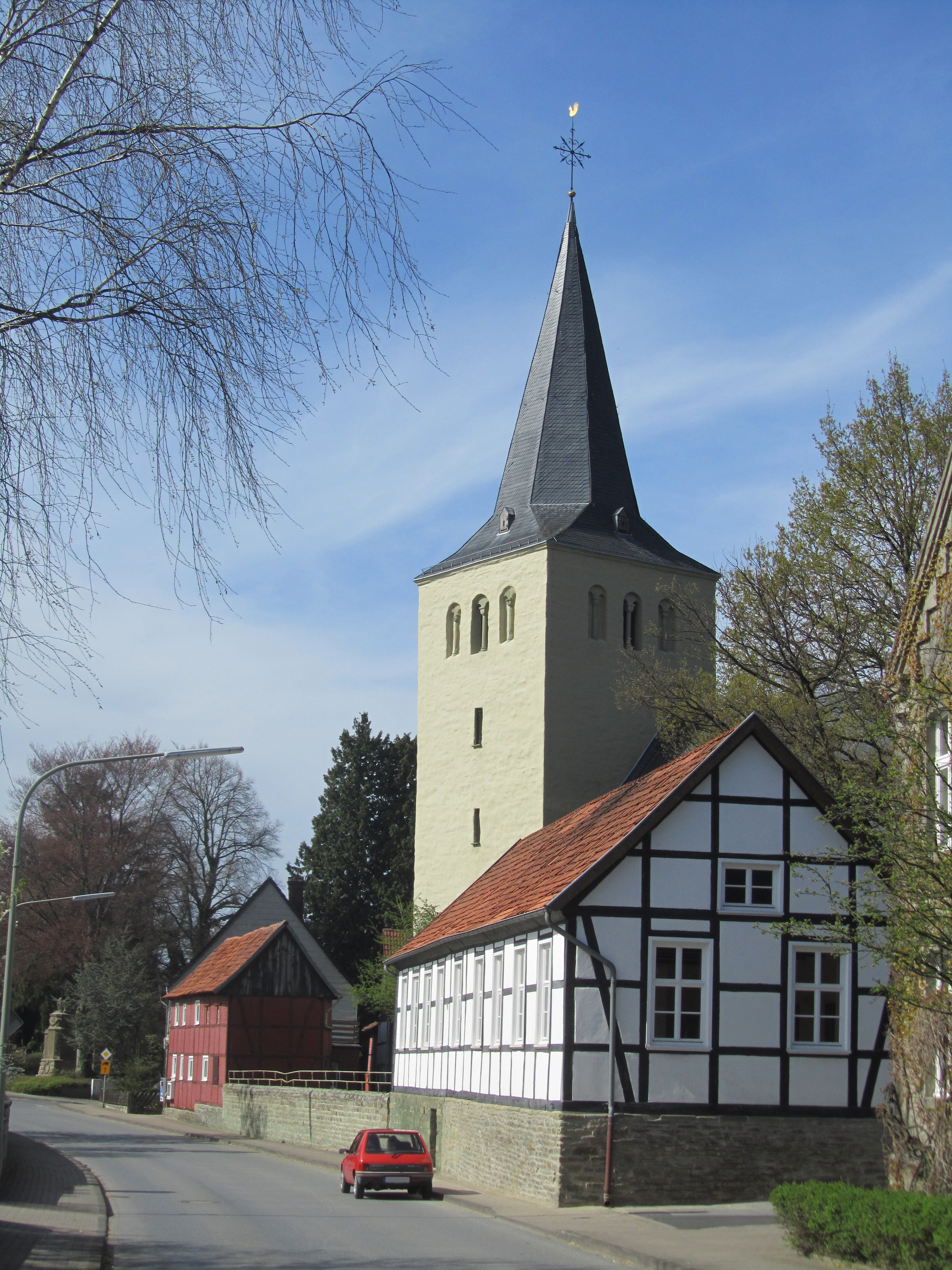
St. Severin, Turmansicht

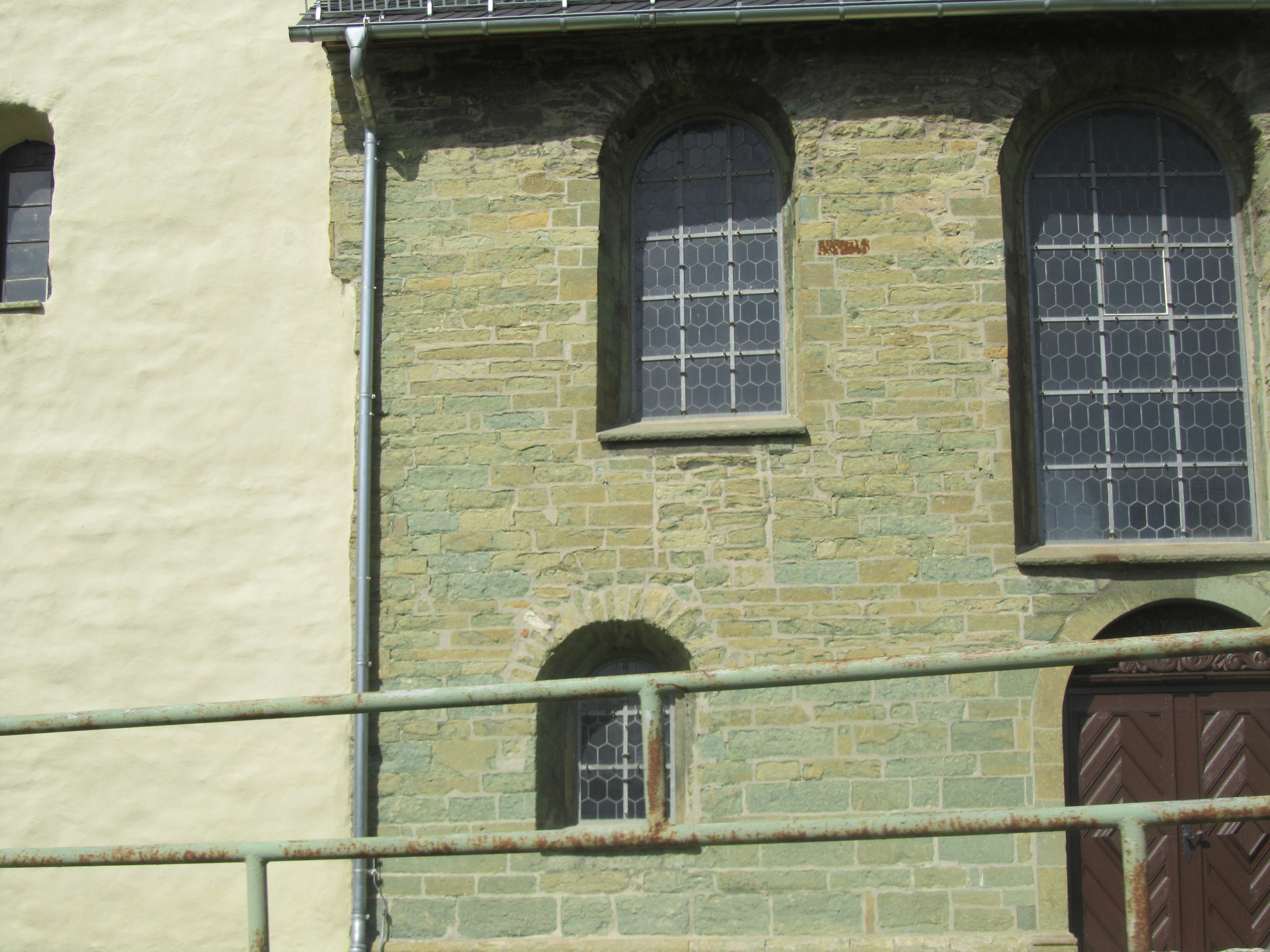
Detailansicht

Die evangelische Pfarrkirche St. Severin ist ein denkmalgeschütztes Kirchengebäude in Schwefe, einem Ortsteil von Welver im Kreis Soest (Nordrhein-Westfalen).

## Geschichte und Architektur
Bis 1809 war das Gebäude auch Kirche des 1660 vom Dominikanerinnen-Konvent  in Paradiese abgespaltenen evangelischen Damenstiftes. Die Saalkirche mit polygonal geschlossenem Chor und einem kapellenartigen Anbau an der Südseite besitzt einen Westturm. Der Kernbau und der Turm sind um 1150 errichtet worden. Die ursprünglich romanische Kirche war Mittelpunkt einer Wehranlage (die Fischteiche im Pfarrgarten sind noch Reste der Kirchenburggräfte). Die sogenannte Urbanuskapelle wurde wohl im 15. Jahrhundert angefügt. Das Langhaus wurde, nach Bezeichnungen in Mauerankern, 1706 verbreitert, im selben Zuge wurden die Nordwand und der Chor neu gebaut. Gleichzeitig wurden die Fenster auf der Südseite vergrößert. Der Turmhelm wurde 1788 in der heutigen Form erneuert. 
Der Außenbau wurde aus hammerrechtem Bruchstein gemauert, der Turm wurde geschlämmt. Die südliche Langhauswand befindet sich in der Flucht des Turmes. Die Wände sind durch gestufte Strebepfeiler und hohe Rundbogenfenster sowie zwei vermauerte romanische Fenster gegliedert. Die Rundbogenportale sind schlicht gehalten. 
In den Innenraum wurde eine Tonnendecke aus Wellerwerk eingezogen. In der Urbanuskapelle befindet sich ein tief angesetztes Kreuzrippengewölbe. Die ehemalige Stifts- und die Westempore stehen auf gedrehten Säulen. Die an das Gewölbe gemalten Hl. Urbanus und Maria sind in Chronogrammen mit 1662, 1663 und 1664 bezeichnet. Im Jahre 2016 ist der Innenraum gründlich saniert worden.

## Ausstattung
- Das in Form und Größe anspruchsvolle Schnitzretabel aus der Zeit um 1520/30 ist der Werkstatt des Peter von Kohlusen zugeschrieben. Es erinnert in Form und Gestaltung an die figurenreichen Antwerper Schnitzaltäre. Das Retabel wurde von 2007 bis 2008 restauriert, dabei wurde die Fassung partiell retuschiert. Anlässlich der abgeschlossenen Restaurierungsarbeiten wurde es im September 2008 vom LWL-Amt für Denkmalpflege in Westfalen als Denkmal des Monats in Westfalen-Lippe ausgezeichnet.[1]
- Die bemalte Predella von der zweiten Hälfte des 17. Jahrhunderts ist Arnold Barels zugeschrieben.
- Die spätgotische Sakramentsnische ist aus Grünsandstein gearbeitet.
- Die beschnitzte Taufe in Kelchform ist mit 1682 bezeichnet.
- Die reich geschnitzte Kanzel mit gedrehten Säulen wurde 1709 von Martin Möller geschaffen.
- Der Kirchenstuhl aus Eiche, mit Volutenbesatz, ist mit 1696 bezeichnet.
- Das geschnitzte Orgelgehäuse wurde von 1715 bis 1716 von Martin Möller angefertigt. Es ist reich mit Festons und Engeln geschmückt.
- Die Brüstung der ehemaligen Orgelempore ist mit 1652 bezeichnet, sie wurde 1970 restauriert.
- Die zwei quadratischen Totenschilde aus Holz sind mit 1704 und 1727 bezeichnet. Sie sind mit gemalten Wappen verziert.

## Glocken
Im Turm von St. Severin hängen fünf Glocken, die eines der größten Dorfkirchengeläute der Soester Börde bilden. Die Sakramentsglocke (5) war von 1958 bis 1992 als Leihglocke im Matthias-Claudius-Heim in Meschede. Die Glocken 1–4 wurden 1955 gegossen, aber erst 1958 in Schwefe aufgehängt.
| Nr. | Name             | Nominal | Durchm. | Gewicht  | Gussjahr | Gießer                                   |
| --- | ---------------- | ------- | ------- | -------- | -------- | ---------------------------------------- |
| 1   | Ewigkeitsglocke  | c′      | 1688 mm | 2.080 kg | 1955     | Bochumer Verein für Gussstahlfabrikation |
| 2   | Kirchenglocke    | es′     | 1425 mm | 1.425 kg | 1955     | Bochumer Verein für Gussstahlfabrikation |
| 3   | Gemeindeglocke   | f′      | 1257 mm | 780 kg   | 1955     | Bochumer Verein für Gussstahlfabrikation |
| 4   | Christenglocke   | g′      | 1108 mm | 520 kg   | 1955     | Bochumer Verein für Gussstahlfabrikation |
| 5   | Sakramentsglocke | des″    | 735 mm  | 255 kg   | 1703     | unbekannt                                |